# Heterodontus ramalheira
Pour les articles homonymes, voir Requin dormeur.
Espèce
Statut de conservation UICN

 DD  : Données insuffisantes
Répartition géographique
Heterodontus ramalheira est une espèce de requins dormeurs, qui semble peu abondante et qui vit à l'ouest de l'océan Indien, de 22° Nord à 26° Sud et de 40 à 305 mètres de fond. Il peut atteindre 80 cm de long. 
Il est aussi appelé requin dormeur chabot.

## Description
Le requin dormeur chabot mesure jusqu'à 83 cm et est considéré comme mature sexuellement à partir de 60 cm,. Il se reconnait à l'âge adulte par ses nombreuses taches blanches sur un fond plus sombre avec des "selles" sombres. Les jeunes qui viennent de naitre ont un patron différent avec des spirales de lignes noires sur un fond clair.  
La crête supra-orbitale est d'une hauteur moyenne et finit de façon abrupte juste après l’œil. Les proptérygiums (organes copulateurs du mâle) sont séparés et non fusionnés au mésoptérygiums. Les dents antérieures ont une grande cuspide et deux petites cuspide chez les adultes. Les dents molariformes sont quant à elle fortement carénées, rondes et peu étendues.  
Ils ont entre 104 et 116 vertèbres. Les écailles placoïdes sur les côtés du tronc sont dures et larges. L'épine de la première nageoire dorsale est orienté vers l'avant chez les jeunes et verticale chez les adultes. L'origine de la première nageoire dorsale est nettement antérieure à l'insertion des nageoires pectorales, juste derrière ou par-dessus l'origine des nageoires pectorales et au-dessus des ouvertures des troisièmes à cinquième branchies. La première nageoire dorsale est libre à l'arrière et cette extrémité libre est antérieur ou opposée à l'origine des nageoires pelviennes , elle est falciforme chez les jeunes et plus élevée ainsi que semi-falciforme chez les adultes. Elle est plus large que les nageoires pelviennes. La seconde nageoire dorsale est nettement plus petite que la première nageoire dorsale, elle est falciforme. Son origine se situe au-dessus des extrémités antérieures des nageoires pelviennes et devant les extrémités postérieures des nageoires pelviennes. La nageoire anale est angulaire et falciforme, au repos son extrémité est légèrement antérieure à l'origine de la nageoire caudale inférieure. L'espace entre les nageoires anales et caudales et à peine inférieur au double de la longueur de la base d'une nageoire pelvienne. 
La longueur en le bout de la tête et la première nageoire dorsale représente 20 à 26% et la longueur entre la nageoire anale et la nageoire caudale représente 8 à 10 % de la longueur totale du corps. La taille de la première nageoire dorsale est équivalente à entre 11 et 21 % de la longueur totale de l'individu.

## Biologie et écologie
La taille maximale rapportée d’un mâle est de 63 cm et celle d’une femelle de 83 cm .
Le régime alimentaire est peu connu mais des crabes ont été trouvés lors d'analyses du contenu stomacal.
selon Compagno ils sont probablement ovipare mais ils sont mentionnés comme étant ovipare sur FishBase. Cette prudence vient du fait qu'aucun œuf de requin dormeur chabot n'a été retrouvé. 

## Distribution et habitat

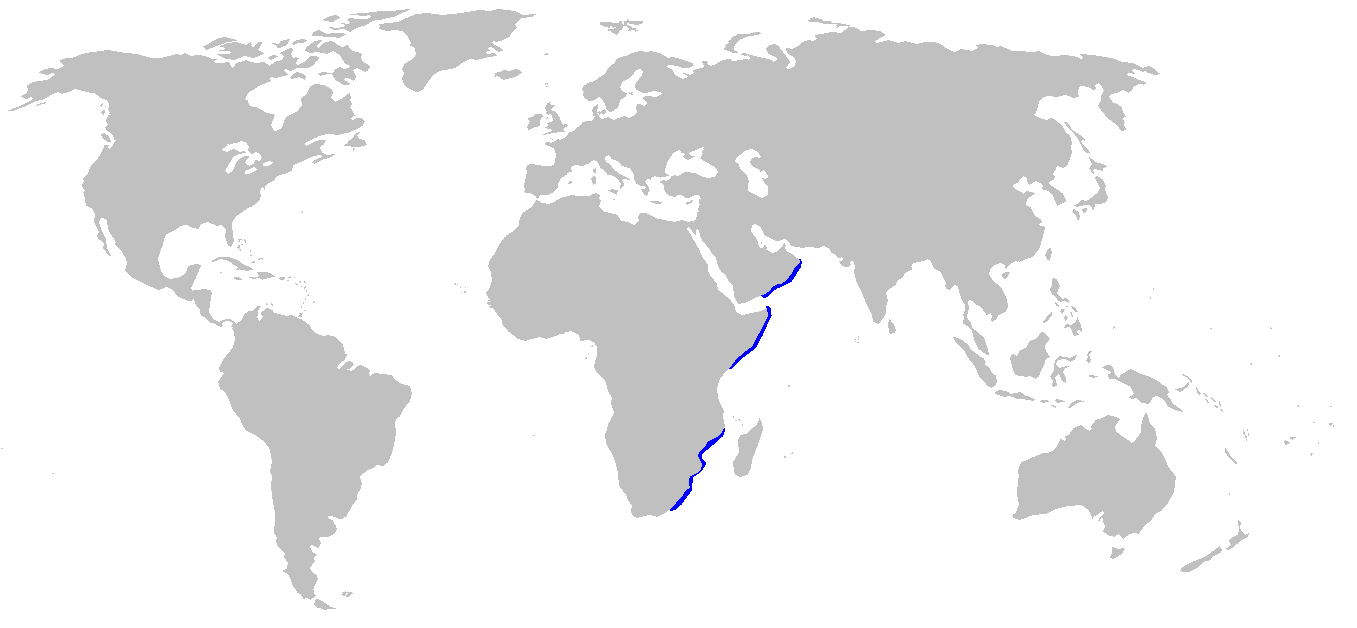
Répartition du requin dormeur chabot en bleu

On retrouve le requin dormeur chabot au large de l'Afrique du Sud, du Mozambique, et dans toute la péninsule arabique.
Ils vivent sur des fonds sablonneux souvent en dessous de 100 mètres de profondeur selon les individus qui ont pu être pris dans les filets et de 40 à 305 mètres de fond selon l'article de Weigmann. 

## Étymologie et synonymes

### Étymologie
Le nom scientifique vient de heteros (différents en grec) et odous (la dent en grec) car il a des dents différentes entre l'avant et l'arrière de la mâchoire. Ce qui est une caractéristique de tous les Heterodontidae.

### Synonymes
Heterodontus ramalheira est un synonyme de Gyropleurodus ramalheira.

## Relation avec l'homme
Les relations avec l'homme sont limitées à des prises accessoires dans les filets commerciaux et une fois dans un filet expérimental. Les requins dormeurs chabots sont aussi pris accidentellement dans des filets à crevette.